# امپراتوری استعماری ژاپن
امپراتوری استعماری ژاپن (به لاتین: Japanese colonial empire) اشاره به تقسیمات کشوری سابق و امپراتوری‌های استعماری در امپراتوری ژاپن است. امپراتوری استعماری ژاپن مستعمرات خارج از کشور را از سال ۱۸۹۵ در منطقه اقیانوس آرام غربی و شرق آسیا تشکیل داد.

## کتابشناسی
- Mark R. Peattie (1988). Nan'yō: The Rise and Fall of the Japanese in Micronesia, 1885–1914. Hawaii: University of Hawaii Press.